# Elgaria kingii
Elgaria kingii är en ödleart som beskrevs av Gray 1838. Elgaria kingii ingår i släktet Elgaria och familjen kopparödlor. IUCN kategoriserar arten globalt som livskraftig.
Arten förekommer i sydvästra USA och fram till centrala Mexiko. Den vistas i kulliga områden och bergstrakter mellan 700 och 2700 meter över havet. Elgaria kingii lever i barrskogar, blandskogar och gräsmarker. Den hittas även i halvöknar nära vattendrag.

## Underarter
Arten delas in i följande underarter:
- E. k. kingii
- E. k. nobilis
- E. k. ferruginea